# La Unión (Guatemala)
La Unión é uma cidade da Guatemala do departamento de Zacapa.